# Antoine Bruny d'Entrecasteaux
Antoine Raymond Joseph de Bruny, cavaller d'Entrecasteaux (Ais de Provença, 1737 – 1793), fou un navegant francès que va explorar la costa d'Austràlia mentre buscava l'expedició desapareguda de Jean-François de La Pérouse.
El seu nom es presenta amb diferents variants. Se'l coneix normalment com d'Entrecasteaux o Entrecasteaux, nom del castell on va néixer. Habitualment el primer nom és Antoine, però de vegades se l'anomena Joseph. Bruny és el cognom, escrit també com Bruni.

## Primers anys
D'Entrecasteux va néixer, el 1737, al castell d'Entrecasteux del departament francès de Var. Va ingressar a la marina el 1752, i es va distingir en la batalla de Menorca, el 1757, contra els anglesos. Després d'un afer familiar va voler deixar la marina, però va ser nomenat comandant de la flota a l'Índia, i governador de l'illa de França (avui Maurici), 1787-1789. El 1791 és nomenat contralmirall.

## Viatge d'exploració
Les últimes notícies de l'expedició de La Pérouse eren del 25 de febrer de 1788. El 14 de juliol de 1789 té lloc l'assalt a la Bastilla de París. En plena eufòria revolucionària l'Assemblea Nacional encarrega a Claret de Fleurieu, que ja havia organitzat el viatge de La Pérouse, que n'organitzi un altre per la seva recerca.
S'encarrega a d'Entrecasteux el comandament d'una expedició per inspeccionar les costes de Nova Holanda (Austràlia) i seguir la ruta prevista per La Pérouse. Els vaixells són La Recherche («la recerca»), amb Hesmivy d'Auribeau com a lloctinent, i l'Esperance («l'esperança») amb Huon de Kermadec de capità i Denis de Trobiand de lloctinent. De la resta de la tripulació destaquen el cavaller de Rossel, encarregat de les observacions astronòmiques i que acabaria escrivint la relació del viatge; l'hidrògraf Beautemps-Beaupré, que va fer els mapes d'Austràlia, i el naturalista Houtou de La Billardière.
L'expedició parteix de Brest, el 29 de setembre de 1791, i a arribant a Ciutat del Cap reben un informe de què s'han vist indígenes a les illes de l'Almirallat amb uniformes francesos. Entrecasteaux arriba a Tasmània el 20 d'abril de 1792. Es dediquen, fins al 28 de març, a explorar i cartografiar l'illa que ja havia sigut descoberta per l'anglès Tobias Furneaux, el 1773. D'Entrecasteux descobreix que la costa sud-est està dividida en una segona illa, que anomena illa de Bruni, separada pel canal d'Entrecasteux. Els mapes que en fa Beautemps-Beaupré van decidir més tard als anglesos a colonitzar la costa sud-est de l'illa fundant l'actual capital Hobart Town. La Billardière descobreix noves espècies d'eucaliptus que s'adaptaran bé a Europa.
Sortint de Tasmània, els vents els porten fins a Nova Caledònia, descoberta per James Cook, i exploren tota la costa oest que no havia vist Cook. Els esculls els impedeixen desembarcar i segueixen per les illes Salomó i Nova Irlanda fins a arribar a les illes de l'Almirallat. Durant tres dies exploren les illes però no troben cap uniforme francès. Decideixen anar fins a la colònia holandesa de l'illa Ambon per carregar queviures.
Tornen a Tasmània seguint la costa oest d'Austràlia on descobreixen l'arxipèlag Recherche i els científics descobreixen noves espècies de flora i fauna. Arriben a Tasmània el 21 de gener de 1793, el mateix dia que a París decapitaven al rei Lluís XVI.
De camí a Tonga, troba les illes Kermadec que les anomena amb el nom del capità de l'Esperance, que moriria dos mesos tard. A les illes Santa Cruz troben una illa nova que anomenen illa de la Recherche. És justament Vanikoro on havia naufragat La Pérouse. Segueixen buscant per les illes Salomó i les Louisiade fins que abandonen la recerca.

### Epíleg del viatge
El 20 de juliol de 1793 mort d'Entrecasteux d'escorbut i disenteria. Auribeau es fa càrrec del comandament i Rossel és el nou capità de l'Espérance. Quan l'expedició havia partir de Brest, en plena revolució francesa, la tripulació estava dividida entre monàrquics i republicans. A la mort dels dos capitans, la situació s'agreuja. En arribar a les colònies neerlandeses reben la notícia de la proclamació de la república. Auribeau no vol tornar a França, demana la protecció dels holandesos i els revolucionaris l'acusen de traïció. El 23 d'agost mort Auribeau i la tripulació va tornant a França en diferents vaixells francesos o holandesos. Rossel és apressat pels anglesos que copien els mapes d'Austràlia.
La Billardière publica, el 1799, la Relation du voyage à la recherche de La Pérouse, amb especial interès en els resultats dels naturalistes. El 1807, Beautemps-Beaupré publica l'Atlas du Voyage de Bruny-Dentrecasteaux, i Rossel, alliberat pels anglesos, publica el relat oficial del viatge, el 1808.

### Ruta del viatge
- Brest, França, el 29 de setembre de 1791.
- Ciutat del Cap, 17 de gener de 1792.
- Terre de Van Diemen (Tasmània), 20 d'abril a 28 de març.
- île des Pins i Nova Caledònia, 17 de juny.
- illes Salomó
- Nova Irlanda i illes de l'Almirallat, a l'arxipèlag de Bismack, 26 de juliol.
- Ambon, 6 de setembre a 13 d'octubre
- Tasmània, 21 de gener a 27 de febrer de 1793.
- Nova Zelanda, illes Kermadec, Tongatapu
- Nova Caledònia, 21 d'abril a 9 de maig. Mort Huon de Kermadec.
- Illes Santa Cruz, 19 de maig
- Salomó, Louisiade

### Vaixells i tripulació
|                  | Recherche                                                                     | Espérance                                                       |
| ---------------- | ----------------------------------------------------------------------------- | --------------------------------------------------------------- |
| Tipus de vaixell | Urca                                                                          | Urca                                                            |
| Desplaçament     | 500 tones                                                                     | 500 tones                                                       |
| Tripulació       | 113                                                                           | 106                                                             |
| Comandant        | Antoine Bruny d'Entrecasteaux (contralmirall, ascendit a vicealmirall)        | J.M. Huon de Kermadec (capità de navili, mort a Nova Caledònia) |
| Lloctinent       | A. Hesmivy d'Auribeau (comandant en substitució d'Entrecasteaux, mort a Java) | Denis de Trobiand                                               |
| Astrònom         | Cavaller de Rossel (capità en substitució de Kermadec)                        | Dom Pierson (amb funcions de capellà)                           |
| Hidrògaf         | C.F. Beautemps-Beaupré                                                        |                                                                 |
| Naturalista      | J.J. Houtou de La Billardière                                                 | Claude Riche                                                    |

## Topònims del viatge
Els topònims utilitzats en memòria del viatge d'exploració d'Entrecasteux, i que encara són vigents avui, són:
- Illa de Bruny, al sud-est de Tasmània. El 1918 es va canviar Bruni per Bruny.
- Canal d'Entrecasteaux, entre les illes de Bruny i Tasmània.
- Esculls d'Entrecasteux, al nord de Nova Caledònia.
- Punta d'Entrecasteaux, badia Esperance, arxipèlag Recherche i D'Entrecasteaux National Park, al sud-oest d'Austràlia.
- Illes Kermadec, al nord de Nova Zelanda.
- Illes d'Entrecasteux, una de les quals és l'illa de Trobiand, a Papua Nova Guinea.